# Polydore Beaufaux
Polydore Beaufaux, né à Court-Saint-Étienne (Belgique) le 30 novembre 1829 et mort à Wavre le 7 mai 1905 , est un peintre belge.
Ses sujets de prédilections sont les scènes bibliques, le portrait et les scènes de genre.

## Biographie

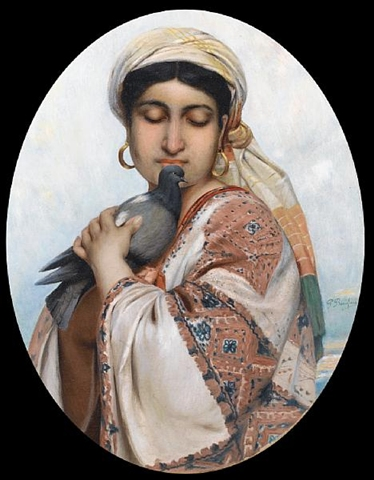
Orientale au pigeon

De 1844 à 1850, Polydore Beaufaux étudie à l'Académie royale des beaux-arts d'Anvers. En 1857, il est lauréat du prix de Rome belge de peinture. Il utilise l'argent de son prix pour effectuer un voyage d'étude, de 1859 à 1863, en France et en Italie, où il a fait un portrait du pape Pie IX.
En 1864, il est professeur à l'Académie. Léon Abry, Gerard Portielje, Edward Portielje, Alfred Elsen, Henry Luyten et Edouard De Jans comptent parmi ses élèves les plus connus. Il expose régulièrement au Salon de Paris.
En 1889, il voyage en Angleterre, puis quitte Anvers pour s'installer à Wavre. Un an plus tard, il est paralysé des mains et ne peut plus peindre.

## Lieux de travail
- Anvers (1844-1889)
- France (1859-1863)
- Paris (1859-1863)
- Italie (1859-1863)
- Rome (1859-1863)
- Florence (1859-1863)
- Naples (1859-1863)
- Angleterre (1889)
- Wavre (1889-1890)

## Distinction
- Chevalier de l'ordre de Léopold (4 mai 1881)[1].